# The Crocodile Hunter
The Crocodile Hunter was een Australische documentaireserie die werd gepresenteerd door Steve Irwin en zijn vrouw Terri. Het programma werd erg populair. Er werd een film gemaakt onder de naam The Crocodile Hunter: Collision Course en twee spin-offs van de serie, genaamd Crocodile Hunter Diaries en Croc Files. Het programma werd uitgezonden op Animal Planet, en werd bekeken door meer dan 200 miljoen mensen wereldwijd.
In het programma ging onder andere Steve Irwin op zoek naar krokodillen. Hierbij pakte hij de beesten vaak op, en vertelde hij op z'n eigen humoristische manier wat over het dier. Steve Irwin zelf kreeg vaak de bijnaam The Crocodile Hunter, hoewel hij ook andere programma's maakte over andere dieren. De eerste uitzending van het programma werd gemaakt van een film van de huwelijksreis van Steve en zijn vrouw Terri.
In 2006 overleed Steve Irwin na een roggensteek op 44-jarige leeftijd en werd het programma stopgezet.
Wel worden er nog steeds herhalingen uitgezonden.